# Michael Holt (giocatore di snooker)
Michael Holt (Nottingham, 7 agosto 1978) è un giocatore di snooker inglese.

## Carriera
Professionista dal 1996 e ininterrottamente dal 1998, Michael Holt ha ottenuto alcuni buoni risultati nella sua seconda parte di carriera come le semifinali allo Shanghai Masters 2013 e le finali perse al Riga Masters 2016 e allo Shoot-Out 2019. Nell'edizione successiva di quest'ultimo torneo riesce invece a vincere il suo primo titolo Ranking in carriera dopo quasi 24 anni di attesa.

## Ranking
| Stagione  | Ranking iniziale | Ranking finale |
| --------- | ---------------- | -------------- |
| 1996-1997 | Non classificato | 282            |
| 1998-1999 | 193              | 74             |
| 1999-2000 | 74               | 62             |
| 2000-2001 | 62               | 45             |
| 2001-2002 | 45               | 35             |
| 2002-2003 | 35               | 39             |
| 2003-2004 | 39               | 29             |
| 2004-2005 | 29               | 24             |
| 2005-2006 | 24               | 21             |
| 2006-2007 | 21               | 24             |
| 2007-2008 | 24               | 34             |
| 2008-2009 | 34               | 24             |
| 2009-2010 | 24               | 24             |
| 2010-2011 | 24               | 45             |
| 2011-2012 | 45               | 33             |
| 2012-2013 | 33               | 26             |
| 2013-2014 | 26               | 20             |
| 2014-2015 | 22               | 25             |
| 2015-2016 | 25               | 29             |
| 2016-2017 | 29               | 23             |
| 2017-2018 | 23               | 31             |
| 2018-2019 | 31               | 44             |
| 2019-2020 | 44               | 30             |
| 2020-2021 | 30               |                |

## Tornei vinti

### Titoli Non-Ranking: 1
| Titoli Ranking | Titoli Ranking | Titoli Ranking | Titoli Ranking |
| -------------- | -------------- | -------------- | -------------- |
| Competizione   | Anno           | Avversario     | Note           |
| Shoot-Out      | 2020           | Zhou Yuelong   | [ 5 ]          |

| Titoli Non-Ranking                   | Titoli Non-Ranking | Titoli Non-Ranking | Titoli Non-Ranking |
| ------------------------------------ | ------------------ | ------------------ | ------------------ |
| Competizione                         | Anno               | Avversario         | Note               |
| Merseyside Professional Championship | 2000               | Rod Lawler         | [ 7 ]              |

- Euro Players Tour Championship: 1 (Prague Classic 2010)
- Players Tour Championship: 1 (Evento 10 2011)

## Finali perse

### Titoli Non-Ranking: 2
| Titoli Ranking | Titoli Ranking | Titoli Ranking     | Titoli Ranking |
| -------------- | -------------- | ------------------ | -------------- |
| Competizione   | Anno           | Avversario         | Note           |
| Riga Masters   | 2016           | Neil Robertson     | [ 3 ]          |
| Shoot-Out      | 2019           | Thepchaiya Un-Nooh | [ 4 ]          |

| Titoli Non-Ranking     | Titoli Non-Ranking | Titoli Non-Ranking | Titoli Non-Ranking |
| ---------------------- | ------------------ | ------------------ | ------------------ |
| Competizione           | Anno               | Avversario         | Note               |
| UK Tour 1              | 1997-1998          | Paul McPhillips    | [ 8 ]              |
| Pro Challenge Series 5 | 2009               | Barry Hawkins      | [ 9 ]              |

- Asian Tour: 2 (Zhangjiagang Open 2013, Yixing Open 2014)